# Калинин (Речицкий район)
Калинин (бел. Калінін) — посёлок в Заспенском сельсовете Речицкого района Гомельской области Белоруссии.

## География

### Расположение
В 15 км на юг от районного центра и железнодорожной станции Речица (на линии Гомель — Калинковичи), 65 км от Гомеля.

## Транспортная сеть
Транспортные связи по просёлочной, затем автомобильной дороге Речица — Хойники. Застройка деревянная усадебного типа.

## История
Основан в 1920-х годах переселенцами из соседних деревень на бывших помещичьих землях. В 1931 году организован колхоз. 8 жителей погибли на фронтах Великой Отечественной войны. В составе колхоза имени С. М. Кирова (центр — деревня Свиридовичи).
До 31 октября 2006 года в составе Свиридовичского сельсовете.

## Население

### Численность
- 2004 год — 1 хозяйство, 2 жителя.

### Динамика
- 1931 год — 23 двора, 134 жителя.
- 2004 год — 1 хозяйство, 2 жителя.